# كعكة زيت الزيتون
كعكة زيت الزيتون (باللغة الإسبانية Torta de aceite)، هي بسكويت حلو خفيف ومقرمش وقشاري على شكل كعكة.

## حول الطبق
مكونات الطبق الرئيسية هي: دقيق القمح ، زيت الزيتون ، اللوز ، السكر ، بذور السمسم ، بذور اليانسون، ونكهة اليانسون.
إن أصل هذه الكعكة مجهول، إلا أنه يُعتقد أنها مشتقة من وصفة عربية قديمة، وفي رواية أخرى يعتقد أنها حلوى تقليدية من جنوب إسبانيا. 